# Сара Джейн Смит
Сара Джейн Смит (англ. Sarah Jane Smith) — персонаж британского научно-фантастического телесериала «Доктор Кто», а также главная героиня его ответвлений — «К-9 и компания» и «Приключения Сары Джейн». Была сыграна актрисой Элизабет Слейден.
Сара Джейн является одной из спутниц с самым продолжительным пребыванием в сериале. Она была постоянной спутницей Доктора в его третьей и четвёртой инкарнациях в 18 историях на протяжении 11—14 сезонов (1973—1976). Была в спецвыпусках к 20-летию («Пять Докторов», 1983) и 30-летию сериала («Измерения во времени», 1993). После появления в возрождённом сериале с Десятым Доктором получила собственный спин-офф «Приключения Сары Джейн» (2007—2011), где встретила как Десятого, так и Одиннадцатого Доктора.

## Появления на экране

### Классические сезоны
Впервые Сара Джейн появляется в серии «Воин времени», где она проникает на секретный объект, выдавая себя за свою тётю, известного вирусолога Лавинию Смит. Пока Доктор ищет след пропавшего во времени учёного, Сара проникает в ТАРДИС и оказывается втянутой в дальнейшие события Средневековья.
Сара Джейн присутствует при регенерации Третьего Доктора в Четвёртого и продолжает путешествовать с ним. За это время она сталкивается с далеками и Давросом, киберлюдьми, существами с самой далёкой планеты вселенной, мумиями-роботами в Англии, древним злом в Италии XV века, сонтаранцами и многими другими монстрами. Таким образом, на сегодняшний день она одна из самых опытных спутников Доктора.

Сара в молодости

Сара умна, любознательна, уверена в себе. Обладает феминистическими взглядами: она приходит в ярость, когда в первом её появлении («Воин времени») Доктор просит сделать ему чашку кофе и часто спорит с Гарри Саливаном, другим спутником Доктора по этому поводу. Однако это не мешает дружбе с ним. В серии «Монстр Пеладона» Доктор советует Саре поделиться своими убеждениями с королевой Тэлирой, власть над планетой которой ограничена из-за её пола. В дальнейшем, взгляды Сары становятся менее выраженными, однако она всегда производит впечатление способного компаньона для Доктора: не теряется в опасных ситуациях, любит рискованные приключения и всегда идёт к ним навстречу.
В конце серии «Рука страха» Доктора вызывают на родную планету — Галлифрей. Но он не может брать туда людей. Поэтому, он вынужден оставить Сару Джейн. Спустя 30 лет выясняется, что Доктор высадил её не в родном Южном Кройдоне , а в Абердине, Шотландия
Сара Джейн Смит — одна из популярнейших спутников Доктора.
В дальнейшем, Сара Джейн появлялась в спецвыпуске «Пять Докторов» (1983), а также в пилотной серии «К-9 и компания» в 1981 году.

### Возвращение на экран
Спустя 30 лет, в серии «Встреча в школе» Десятый Доктор вновь встречает Сару, и они вместе с Розой расследуют странные происшествия в школе. Сара говорит, что чувствовала, что Доктор был на корабле над Лондоном. Там же, любимая собака Доктора K-9 (III модели) жертвует собой для уничтожения врагов. Тогда, улетая Доктор оставляет после себя нового, модернизированного K-9 (IV).

#### Приключения Сары Джейн
«Школьное воссоединение» служит началом нового спин-оффа сериала «Доктор Кто» — «Приключения Сары Джейн», который начался в 2007 году новогодним спецвыпуском «Вторжение Бэйнов», а с 24 сентября того же года начался показ первого сезона.
Между событиями «Встречи в школе» и «Вторжения бэйнов» K-9 пришлось покинуть хозяйку, чтобы сдерживать чёрную дыру, но иногда он мог связываться с ней. Возвратился он в конце эпизода «Потерянный мальчик». Как и у Доктора, у Сары есть звуковая отвёртка, она замаскирована под губную помаду. Вместе с часами, обнаруживающими инопланетные формы жизни, её подарил Доктор, спрятав в К-9. Также Саре помогает разумный суперкомпьютер Мистер Смит. Машина Сары — изумрудно-зелёный Ниссан Фигаро. В отличие от Торчвуда и «ЮНИТ», Сара не является сторонницей насилия. Кроме того, о её действиях не знают соседи, считающие Сару странной или даже сумасшедшей.
Во «Вторжении бэйнов» Сара усыновляет биологического клона с фабрики — Люка Смита и начинает дружить с соседской девочкой — Марией Джексон. На вопрос о замужестве она ответила, что знала одного человека и никто не может с ним сравниться. На протяжении всего первого сезона она учится быть матерью и становится всё более открытой и общительной. Вместе с друзьями Сара сражается против бэйнов, Сливинов, Горгоны и Кудлака.

13-летняя Сара

 В серии «Что случилось с Сарой Джейн» она встречается с собой тринадцатилетней в 1964 году. В том году она не смогла спасти подругу, которая, играя на дамбе с Сарой, упала и погибла. Этот случай заставил её в дальнейшем бороться за справедливость и против смерти.
Сара вновь появляется в сериале «Доктор Кто» в истории «Украденная Земля» / «Конец путешествия», где она, вместе с Доктором, Розой, Мартой, Джеком, Донной и Люком борется против создателя далеков — Давроса.
Сара полагала, что родители, Эдди и Барбара Смиты, бросили её, когда она была ребёнком. В серии «Искушение Сары Джейн» она проходит во временной разлом, ловушку Трикстера, ведущего в день их гибели. Пытаясь их спасти, она разрушает ход времени и превращает людей в рабов граска и Трикстера. Но её родители выбрали смерть и оставили девочку на попечение её тети — Лавинии Смит.
Сара Джейн хотела выйти замуж за Питера Дэлтона (Свадьба Сары Джейн), но на самом деле Питер был рабом Трикстера. Трикстер спасает людей от смерти, взамен требуя повиновение. В данном случае он хотел изменить судьбу Сары и заставить её больше не заниматься пришельцами. Но в конце Дэлтон расторгает контракт с Трикстером и умирает.
В эпизоде «Конец времени: Часть вторая» сериала «Доктор Кто» перед регенерацией Десятый Доктор спасает Люка Смита от гибели под машиной и молча прощается с Сарой. Впоследствии (в серии «Смерть Доктора» сериала «Приключения Сары Джейн») она снова встречает его как Одиннадцатого Доктора, когда шаншиты пустили слухи о его смерти.
19 апреля 2011 года Элизабет Слейден ушла из жизни после борьбы с раком поджелудочной железы, диагностированным в феврале 2011 года. Производство пятого сезона в связи с её смертью было прекращено. В октябре 2011 года BBC выпустило в эфир уже отснятые серии 5 сезона.
Актёры и сценаристы сериала «Приключений Сары Джейн» в 2020 году выпустили веб-эпизод, который является эпилогом сериала, под названием «Прощай, Сара Джейн» со смесью дикторского текста и вставок с актёрами. По сюжету друзья Сары Джейн и бывшие спутники Доктора посещают похороны и поминают Сару Джейн.
В спецвыпуске к 60-летию сериала «Смешок» Пятнадцатый Доктор подтвердил смерть Сары Джейн.